# Thyone curvata
Thyone curvata is een zeekomkommer uit de familie Phyllophoridae.
De wetenschappelijke naam van de soort werd in 1885 gepubliceerd door Kurt Lampert.